# 卫华集团

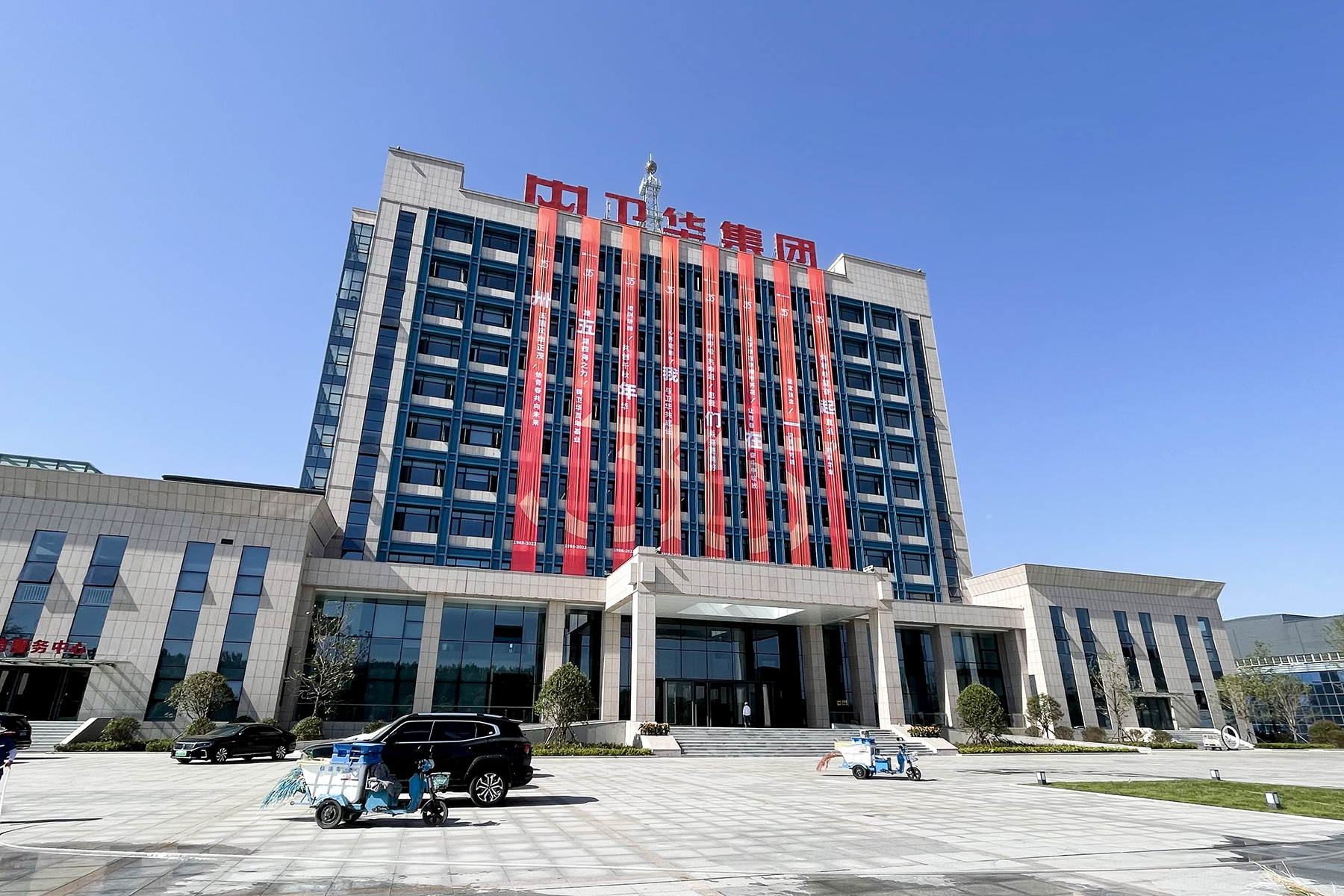
卫华集团总部

卫华集团是中国河南省新乡市长垣市一家以生产起重机械为主的民营企业，创建于1988年创始人为韩宪保。现任董事长为韩红安。